# Fungistatikum
Ein Fungistatikum oder Fungistaticum (von lateinisch fungus, „Pilz“, und griechisch statikós, „zum Stillstehen bringend“) ist ein chemisches Mittel, welches das Wachstum und die Vermehrung von Kleinpilzen (Mikromyzeten) hemmt. Im Gegensatz zu Fungiziden tötet es diese jedoch nicht.
Beispiele für Fungistatika sind Nystatin, Griseofulvin und Trichomycin.